# Caldicot (Monmouthshire)
Caldicot (walisisch Cil-y-coed) ist eine Stadt und Community in Monmouthshire im Südosten von Wales. Sie liegt auf der Nordseite der Mündung des Flusses Severn.
Caldicot hat einen guten Anschluss an das Eisenbahnnetz, das Verbindungen nach Newport und Cardiff im Westen, sowie Chepstow, Lydney und Gloucester im Osten gewährleistet. Zudem besteht über den Severn Tunnel Anschluss in Richtung Bristol. Neben der Eisenbahn ist Caldicot sehr gut über den Straßenweg zu erreichen. Die Autobahnen M4 und M48 verlaufen in Richtung der Hauptstadt Cardiff oder über die Severn Bridge bzw. Prince of Wales Bridge nach England. Die Stadt Caldicot hat gemäß dem Zensus aus dem Jahre 2011 9.604 Einwohner.

## Geschichte
Erste Spuren einer Besiedlung des heutigen Gemeindegebiets gehen auf das Bronzezeitalter zurück. So wurden bei Ausgrabungen in der Nähe des Caldicot Castle im ehemaligen Flussbett eine Planke und weitere Holzteile eines Schiffes gefunden. Es wird davon ausgegangen, dass mit diesem Handel nach Somerset betrieben wurde. Im Zeitalter der Römer wurden weitere Handelsverbindungen, etwa nach Caerwent, aufgebaut.

## Bildung
Im Stadtgebiet von Caldicot existieren fünf Grundschulen.
Der Neubau der weiterführenden Schule wurde im November 2017 eröffnet und bietet Platz für 1500 Schüler. Erstmals sind nun alle Fachschaften unter einem Dach untergebracht. Das über 35 Millionen Pfund teure Gebäude löste unter anderem den Altbau von 1958 ab.

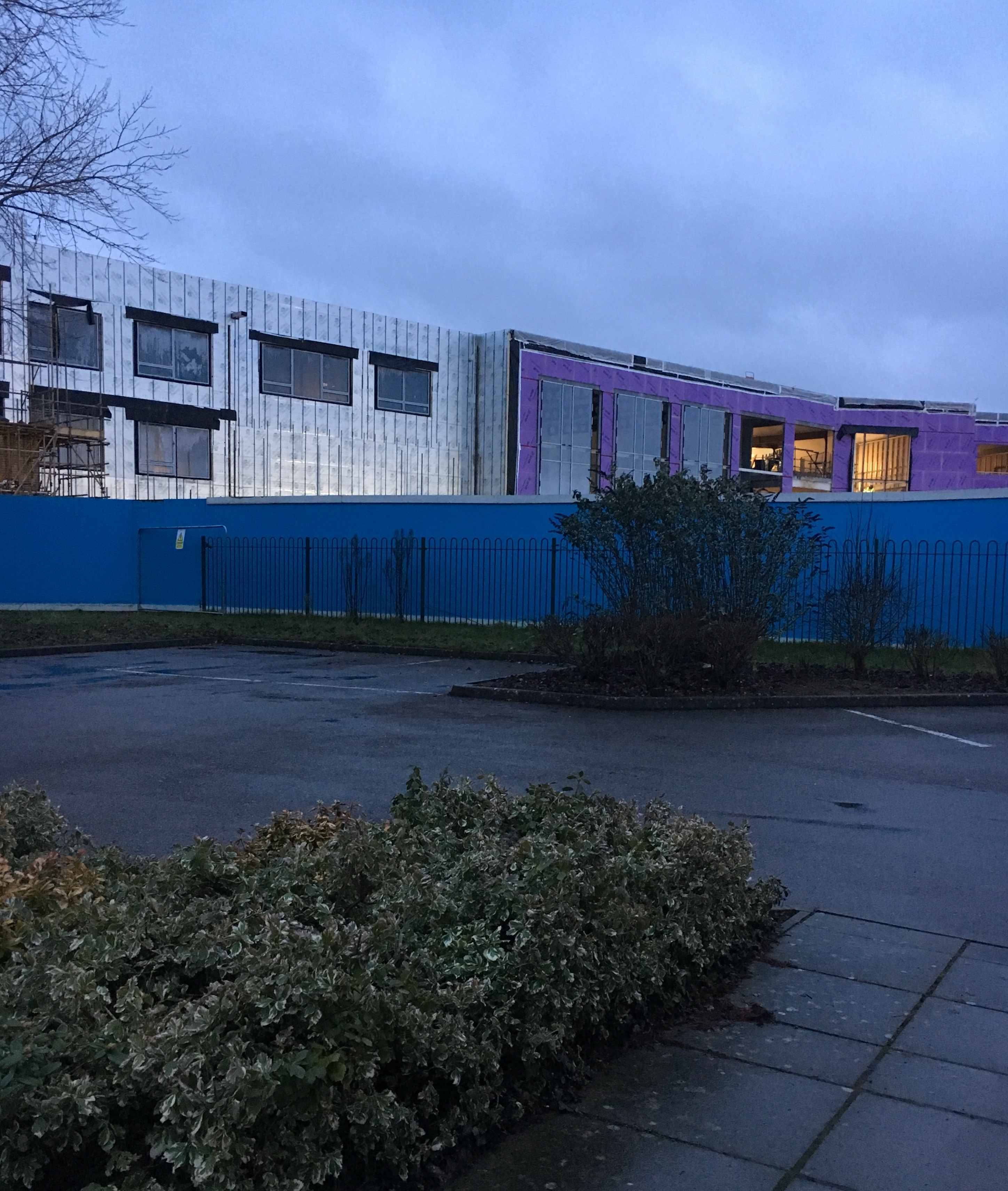
Neues Schulgebäude während der Bauphase

## Städtepartnerschaften
- Waghäusel, Deutschland, seit 1973
- Morières-lès-Avignon, Frankreich, seit 2005[4]